# Hoa hậu Thế giới 2016
Hoa hậu Thế giới 2016 là cuộc thi Hoa hậu Thế giới lần thứ 66, được tổ chức vào ngày 18 tháng 12 năm 2016 tại Cảng quốc gia MGM, thủ đô Washington, D.C., Hoa Kỳ. 117 thí sinh  đại diện cho các vùng lãnh thổ trên thế giới tới tham gia cuộc thi. Hoa hậu Thế giới 2015 - Mireia Lalaguna đến từ Tây Ban Nha đã trao lại vương miện cho cô Stephanie Del Valle đến từ Puerto Rico vào cuối buổi chung kết.

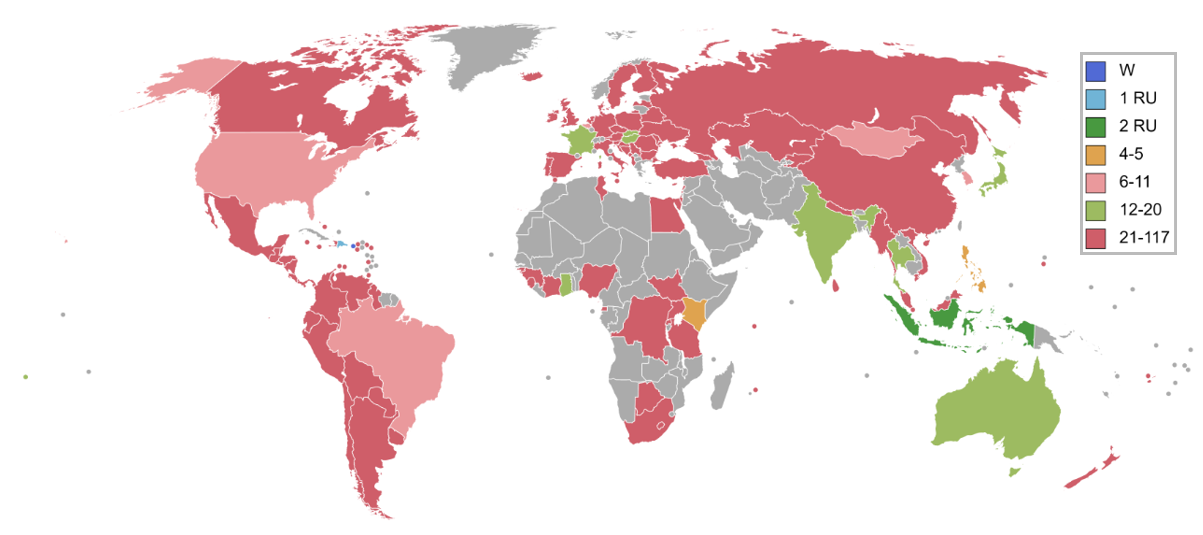
Các quốc gia và vùng lãnh thổ tham gia Hoa hậu Thế giới 2016 và kết quả.

## Kết quả

### Thứ hạng
| Kết quả               | Thí sinh |
| --------------------- | --- |
| Hoa hậu Thế giới 2016 | - Puerto Rico – Stephanie Del Valle |
| Á hậu 1               | - Cộng hòa Dominica – Yaritza Reyes |
| Á hậu 2               | - Indonesia – Natasha Mannuela |
| Top 5                 | - Kenya – Evelyn Njambi - Philippines – Catriona Gray |
| Top 11                | - Bỉ – Lenty Frans - Brazil – Beatrice Fontoura - Trung Quốc – Jing Kong - Hàn Quốc – Myriam Wang - Mông Cổ – Bayartsetseg Altangerel § - Hoa Kỳ – Audra Mari |
| Top 20                | - Úc – Madeline Cowe - Quần đảo Cook – Natalia Short - Pháp – Morgane Edvige - Ghana – Antoinette Kemavor - Hungary – Tímea Gelencsér - Ấn Độ – Priyadarshini Chatterjee - Nhật Bản – Priyanka Yoshikawa - Slovakia – Kristína Činčurová - Thái Lan – Jinnita Buddee |

§ Thí sinh chiến thắng do bình chọn

### Nữ hoàng sắc đẹp các khu vực
| Khu vực          | Thí sinh                            |
| ---------------- | ----------------------------------- |
| Châu Phi         | - Kenya – Evelyn Njambi             |
| Châu Mỹ          | - Hoa Kỳ – Audra Mari               |
| Châu Á           | - Indonesia – Natasha Mannuela      |
| Vùng biển Caribe | - Cộng hòa Dominica – Yaritza Reyes |
| Châu Âu          | - Bỉ – Lenty Frans                  |
| Châu Đại dương   | - Úc – Madeline Cowe                |

## Các phần thi

### Hoa hậu Thể thao
| Kết quả          | Kết quả          | Thí sinh |
| ---------------- | ---------------- | --- |
| Hoa hậu Thể thao | Hoa hậu Thể thao | - Quần đảo Cook – Natalia Short |
| Á hậu 1          | Á hậu 1          | - Croatia – Angélica Zacchigna |
| Á hậu 2          | Á hậu 2          | - Malta – Anthea Zammit |
| Top 27           | Đội Xanh         | - Aruba – Lynette Do Nascimento - Bulgaria – Galina Mihaylova - Đan Mạch – Helena Heuser - Honduras – Kerelyne Campigotti Webster - Hungary – Tímea Gelencsér - Montenegro – Katarina Keković - Tây Ban Nha – Raquel Tejedor - Uruguay – Romina Trotto |
| Top 27           | Đội Đỏ           | - Úc – Madeline Cowe - Quần đảo Cayman – Monyque Brooks - Quần đảo Cook – Natalia Short - Anh – Elizabeth Grant - Gibraltar - Kayley Mifsud - Malta – Anthea Zammit - Scotland – Lucy Kerr - Hoa Kỳ – Audra Mari                                       |
| Top 27           | Đội Trắng        | - Áo – Dragana Stanković - Croatia – Angélica Zacchigna - Cộng hòa Séc – Natálie Kotková - Cộng hòa Dominica – Yaritza Reyes - Latvia – Linda Kinca - New Zealand – Karla De Beer - Panamá – Alessandra Bueno - Singapore – Bhaama Padmanathan         |

### Siêu mẫu
| Kết quả     | Thí sinh                                        |
| ----------- | ----------------------------------------------- |
| Chiến thắng | - Trung Quốc – Jing Kong                        |
| Á hậu 1     | - Indonesia – Natasha Mannuela                  |
| Á hậu 2     | - Cộng hòa Dominica – Yaritza Reyes             |
| Top 5       | - Pháp – Morgane Edvige - Kenya – Evelyn Njambi |

### Hoa hậu Tài năng
| Kết quả          | Thí sinh |
| ---------------- | --- |
| Hoa hậu Tài năng | - Mông Cổ – Bayartsetseg Altangerel |
| Top 10           | - Canada – Anastasia Lin - Chile – Antonia Figueroa - Croatia – Angélica Zacchigna - Hungary – Tímea Gelencsér - Latvia – Linda Kinca - Malta – Anthea Zammit - Philippines – Catriona Gray - Ba Lan – Kaja Klimkiewicz - Ukraina – Oleksandra Kucherenko                                                               |
| Top 21           | - Quần đảo Cook – Natalia Short - Séc – Natálie Kotková - Ecuador – Mirka Cabrera - Fiji – Pooja Priyanka - Ấn Độ – Priyadarshini Chatterjee - Puerto Rico – Stephanie Del Valle - Nga – Yana Dobrovolskaya - Scotland – Lucy Kerr - Serbia – Katarina Šulkić - Slovenia – Maja Taradi - Nam Phi – Ntandoyenkosi Kunene |

### Hoa hậu Truyền thông
| Kết quả     | Thí sinh                      |
| ----------- | ----------------------------- |
| Chiến thắng | - Philippines – Catriona Gray |

### Hoa hậu Nhân ái
| Kết quả     | Thí sinh |
| ----------- | --- |
| Chiến thắng | - Indonesia – Natasha Mannuela                                                                                   |
| Top 5       | - Ấn Độ – Priyadarshini Chatterjee - Kenya – Evelyn Njambi - Nepal – Asmi Shrestha - Philippines – Catriona Gray |

## Giám khảo
Các giám khảo của cuộc thi Hoa hậu Thế giới 2016:
- Julia Morley – Chủ tịch Tổ chức Hoa hậu Thế giới
- Mike Dixon – Đạo diễn nhạc kịch
- Ken Warwick – Nhà sản xuất của Hollywood
- Andrew Minarik – Trưởng nhóm Miss World Hair & Beauty
- Donna Walsh – Đạo diễn, vũ công
- Liliana Tanoesoedibjo – Giám đốc điều hành của Media Nusantara Citra, Chủ tịch Tổ chức Hoa hậu Indonesia
- Wilnelia Merced – Hoa hậu Thế giới 1975 đến từ Puerto Rico
- Linda Pétursdóttir – Hoa hậu Thế giới 1988 đến từ Iceland
- Azra Akin – Hoa hậu Thế giới 2002 đến từ Thổ Nhĩ Kỳ
- Ksenia Sukhinova – Hoa hậu Thế giới 2008 đến từ Nga
- Carina Tyrrell – Hoa hậu Anh (Miss England) 2014

## Các thí sinh tham gia
117 thí sinh tranh tài năm nay:
| Quốc gia/Vùng lãnh thổ | Thí sinh                    | Tuổi | Chiều cao               | Quê hương           | Khu vực                 |
| ---------------------- | --------------------------- | ---- | ----------------------- | ------------------- | ----------------------- |
| Albania                | Ëndrra Kovaçi               | 21   | 1,71 m (5 ft 7+1⁄2 in)  | Tirana              | Châu Âu                 |
| Antigua và Barbuda     | Latisha Greene              | 24   | 1,72 m (5 ft 7+1⁄2 in)  | St. John's          | Vùng Caribe             |
| Argentina              | Camila Macias               | 19   | 1,74 m (5 ft 8+1⁄2 in)  | Córdoba             | Châu Mỹ                 |
| Aruba                  | Lynette Do Nascimento       | 23   | 1,70 m (5 ft 7 in)      | Oranjestad          | Vùng Caribe             |
| Úc                     | Madeline Cowe               | 24   | 1,78 m (5 ft 10 in)     | Tully               | Châu Á - Châu Đại dương |
| Áo                     | Dragana Stanković           | 20   | 1,73 m (5 ft 8 in)      | Traiskirchen        | Châu Âu                 |
| Bahamas                | Ashley Hamilton             | 24   | 1,80 m (5 ft 11 in)     | Long Island         | Vùng Caribe             |
| Belarus                | Polina Borodacheva          | 23   | 1,76 m (5 ft 9+1⁄2 in)  | Minsk               | Châu Âu                 |
| Bỉ                     | Lenty Frans                 | 22   | 1,68 m (5 ft 6 in)      | Antwerp             | Châu Âu                 |
| Belize                 | Iris Salguero               | 21   | 1,76 m (5 ft 9+1⁄2 in)  | Belmopan            | Châu Mỹ                 |
| Bolivia                | Leyda Suarez                | 20   | 1,80 m (5 ft 11 in)     | Tarija              | Châu Mỹ                 |
| Bosnia và Herzegovina  | Halida Krajišnik            | 19   | 1,78 m (5 ft 10 in)     | Živinice            | Châu Âu                 |
| Botswana               | Thata Kenosi                | 21   | 1,78 m (5 ft 10 in)     | Gaborone            | Châu Phi                |
| Brazil                 | Beatrice Fontoura           | 26   | 1,78 m (5 ft 10 in)     | Goiânia             | Châu Mỹ                 |
| Quần đảo Virgin (Anh)  | Kadia Turnbull              | 25   | 1,79 m (5 ft 10+1⁄2 in) | Road Town           | Vùng Caribe             |
| Bulgaria               | Galina Mihaylova            | 26   | 1,75 m (5 ft 9 in)      | Sofia               | Châu Âu                 |
| Canada                 | Anastasia Lin               | 26   | 1,68 m (5 ft 6 in)      | Toronto             | Châu Mỹ                 |
| Quần đảo Cayman        | Monyque Brooks              | 24   | 1,72 m (5 ft 7+1⁄2 in)  | West Bay            | Vùng Caribe             |
| Chile                  | Antonia Figueroa            | 21   | 1,75 m (5 ft 9 in)      | Coquimbo            | Châu Mỹ                 |
| Trung Quốc             | Jing Kong                   | 21   | 1,78 m (5 ft 10 in)     | Nam Dương, Hà Nam   | Châu Á - Châu Đại dương |
| Colombia               | Shirley Atehortua           | 23   | 1,80 m (5 ft 11 in)     | Pereira             | Châu Mỹ                 |
| Quần đảo Cook          | Natalia Short               | 22   | 1,77 m (5 ft 9+1⁄2 in)  | Avarua              | Châu Á - Châu Đại dương |
| Costa Rica             | Melania González            | 25   | 1,76 m (5 ft 9+1⁄2 in)  | San José            | Châu Mỹ                 |
| Bờ Biển Ngà            | Esther Memel                | 20   | 1,78 m (5 ft 10 in)     | Yamoussoukro        | Châu Phi                |
| Croatia                | Angélica Zacchigna          | 22   | 1,75 m (5 ft 9 in)      | Pazin               | Châu Âu                 |
| Curaçao                | Sabrina Namias de Castro    | 20   | 1,70 m (5 ft 7 in)      | Willemstad          | Vùng Caribe             |
| Síp                    | María Moráru                | 23   | 1,75 m (5 ft 9 in)      | Nicosia             | Châu Âu                 |
| Cộng hòa Séc           | Natálie Kotková             | 22   | 1,73 m (5 ft 8 in)      | Prague              | Châu Âu                 |
| Đan Mạch               | Helena Heuser               | 20   | 1,78 m (5 ft 10 in)     | Copenhagen          | Châu Âu                 |
| Cộng hòa Dominica      | Yaritza Reyes               | 23   | 1,76 m (5 ft 9+1⁄2 in)  | Santo Domingo       | Vùng Caribe             |
| Cộng hòa Dân chủ Congo | Andrea Moloto               | 25   | 1,76 m (5 ft 9+1⁄2 in)  | Kinshasa            | Châu Phi                |
| Ecuador                | Mirka Cabrera               | 22   | 1,71 m (5 ft 7+1⁄2 in)  | Machala             | Châu Mỹ                 |
| Ai Cập                 | Nadeen Osama El Sayed       | 18   | 1,69 m (5 ft 6+1⁄2 in)  | Cairo               | Châu Phi                |
| El Salvador            | Ana Cortez                  | 21   | 1,66 m (5 ft 5+1⁄2 in)  | Santa Ana           | Châu Mỹ                 |
| Anh                    | Elizabeth Grant             | 20   | 1,83 m (6 ft 0 in)      | Preston             | Châu Âu                 |
| Guinea Xích Đạo        | Anunciación Ongueme Esono   | 21   | 1,70 m (5 ft 7 in)      | Micomeseng          | Châu Phi                |
| Fiji                   | Pooja Priyanka              | 25   | 1,75 m (5 ft 9 in)      | Ba                  | Châu Á - Châu Đại dương |
| Phần Lan               | Heta Sallinen               | 21   | 1,70 m (5 ft 7 in)      | Turku               | Châu Âu                 |
| Pháp                   | Morgane Edvige              | 20   | 1,77 m (5 ft 9+1⁄2 in)  | Le François         | Châu Âu                 |
| Georgia                | Victoria Kocherova          | 21   | 1,76 m (5 ft 9+1⁄2 in)  | Tbilisi             | Châu Âu                 |
| Đức                    | Selina Kriechbaum           | 21   | 1,75 m (5 ft 9 in)      | Frankfurt           | Châu Âu                 |
| Ghana                  | Antoinette Delali Kemavor   | 21   | 1,76 m (5 ft 9+1⁄2 in)  | Accra               | Châu Phi                |
| Gibraltar              | Kayley Mifsud               | 24   | 1,71 m (5 ft 7+1⁄2 in)  | Gibraltar           | Châu Âu                 |
| Guadeloupe             | Magalie Adelson             | 23   | 1,76 m (5 ft 9+1⁄2 in)  | Basse-Terre         | Vùng Caribe             |
| Guam                   | Phoebe Denight Palisoc      | 17   | 1,72 m (5 ft 7+1⁄2 in)  | Tamuning            | Châu Á - Châu Đại dương |
| Guatemala              | Melanie Espina              | 22   | 1,68 m (5 ft 6 in)      | Thành phố Guatemala | Châu Mỹ                 |
| Guinea                 | Safiatou Baldé              | 21   | 1,72 m (5 ft 7+1⁄2 in)  | Conakry             | Châu Phi                |
| Guinea-Bissau          | Sandra Araújo               | 19   | 1,70 m (5 ft 7 in)      | Bissau              | Châu Phi                |
| Guyana                 | Nuriyyih Gerrard            | 25   | 1,77 m (5 ft 9+1⁄2 in)  | Georgetown          | Châu Mỹ                 |
| Haiti                  | Suzana Sampeur              | 21   | 1,75 m (5 ft 9 in)      | Port-au-Prince      | Vùng Caribe             |
| Honduras               | Kerelyne Campigotti Webster | 18   | 1,75 m (5 ft 9 in)      | El Progreso         | Châu Mỹ                 |
| Hungary                | Tímea Gelencsér             | 22   | 1,71 m (5 ft 7+1⁄2 in)  | Budapest            | Châu Mỹ                 |
| Iceland                | Anna Orlowska               | 22   | 1,73 m (5 ft 8 in)      | Reykjavík           | Châu Âu                 |
| Ấn Độ                  | Priyadarshini Chatterjee    | 20   | 1,72 m (5 ft 7+1⁄2 in)  | Guwahati            | Châu Á - Châu Đại dương |
| Indonesia              | Natasha Mannuela            | 22   | 1,73 m (5 ft 8 in)      | Pangkal Pinang      | Châu Á - Châu Đại dương |
| Ireland                | Niamh Kennedy               | 22   | 1,78 m (5 ft 10 in)     | Portroe             | Châu Âu                 |
| Israel                 | Karin Alia                  | 18   | 1,72 m (5 ft 7+1⁄2 in)  | Tel Aviv            | Châu Á - Châu Đại dương |
| Ý                      | Giada Tropea                | 18   | 1,77 m (5 ft 9+1⁄2 in)  | Lamezia Terme       | Châu Âu                 |
| Jamaica                | Ashlie Barrett              | 21   | 1,80 m (5 ft 11 in)     | Kingston            | Vùng Caribe             |
| Nhật Bản               | Priyanka Yoshikawa          | 22   | 1,70 m (5 ft 7 in)      | Tokyo               | Châu Á - Châu Đại dương |
| Kazakhstan             | Alia Mergenbaeva            | 18   | 1,75 m (5 ft 9 in)      | Aktau               | Châu Á - Châu Đại dương |
| Kenya                  | Evelyn Njambi               | 22   | 1,78 m (5 ft 10 in)     | Nairobi             | Châu Phi                |
| Hàn Quốc               | Hyun Wang                   | 21   | 1,77 m (5 ft 9+1⁄2 in)  | Seoul               | Châu Á - Châu Đại dương |
| Kyrgyzstan             | Perizat Rasulbek-Kyzy       | 18   | 1,75 m (5 ft 9 in)      | Bishkek             | Châu Á - Châu Đại dương |
| Latvia                 | Linda Kinca                 | 18   | 1,75 m (5 ft 9 in)      | Ķekava              | Châu Âu                 |
| Liban                  | Sandy Tabet                 | 21   | 1,74 m (5 ft 8+1⁄2 in)  | Bhamdoun            | Châu Á - Châu Đại dương |
| Lesotho                | Rethabile Tsosane           | 21   | 1,79 m (5 ft 10+1⁄2 in) | Maseru              | Châu Phi                |
| Malaysia               | Tatiana Kumar               | 18   | 1,71 m (5 ft 7+1⁄2 in)  | Kuala Lumpur        | Châu Á - Châu Đại dương |
| Malta                  | Anthea Zammit               | 22   | 1,75 m (5 ft 9 in)      | Żebbuġ              | Châu Âu                 |
| Mauritius              | Véronique Allas             | 20   | 1,67 m (5 ft 5+1⁄2 in)  | Port Louis          | Châu Phi                |
| Mexico                 | Ana Girault                 | 25   | 1,82 m (5 ft 11+1⁄2 in) | Thành phố Mexico    | Châu Mỹ                 |
| Moldova                | Daniela Marin               | 18   | 1,81 m (5 ft 11+1⁄2 in) | Leova               | Châu Âu                 |
| Mông Cổ                | Bayartsetseg Altangerel     | 26   | 1,72 m (5 ft 7+1⁄2 in)  | Ulaanbaatar         | Châu Á - Châu Đại dương |
| Montenegro             | Katarina Keković            | 22   | 1,80 m (5 ft 11 in)     | Podgorica           | Châu Âu                 |
| Myanmar                | Myat Thiri Lwin             | 18   | 1,72 m (5 ft 7+1⁄2 in)  | Naypyidaw           | Châu Á - Châu Đại dương |
| Nepal                  | Asmi Shrestha               | 23   | 1,73 m (5 ft 8 in)      | Tandi               | Châu Á - Châu Đại dương |
| Hà Lan                 | Rachelle Reijnders          | 24   | 1,75 m (5 ft 9 in)      | Amsterdam           | Châu Âu                 |
| New Zealand            | Karla De Beer               | 23   | 1,71 m (5 ft 7+1⁄2 in)  | Auckland            | Châu Á - Châu Đại dương |
| Nicaragua              | María Laura Ramírez         | 19   | 1,74 m (5 ft 8+1⁄2 in)  | Masaya              | Châu Mỹ                 |
| Nigeria                | Debbie Collins              | 24   | 1,75 m (5 ft 9 in)      | Lagos               | Châu Phi                |
| Bắc Ireland            | Emma Carswell               | 21   | 1,76 m (5 ft 9+1⁄2 in)  | Belfast             | Châu Âu                 |
| Panama                 | Alessandra Bueno            | 25   | 1,77 m (5 ft 9+1⁄2 in)  | Thành phố Panama    | Châu Mỹ                 |
| Paraguay               | Simone Freitag              | 21   | 1,74 m (5 ft 8+1⁄2 in)  | Ciudad del Este     | Châu Mỹ                 |
| Peru                   | Pierina Wong                | 25   | 1,75 m (5 ft 9 in)      | Lambayeque          | Châu Mỹ                 |
| Philippines            | Catriona Gray               | 22   | 1,77 m (5 ft 9+1⁄2 in)  | Oas                 | Châu Á - Châu Đại dương |
| Ba Lan                 | Kaja Klimkiewicz            | 19   | 1,75 m (5 ft 9 in)      | Glinojeck           | Châu Âu                 |
| Bồ Đào Nha             | Cristiana Viana             | 19   | 1,74 m (5 ft 8+1⁄2 in)  | Valbom              | Châu Âu                 |
| Puerto Rico            | Stephanie Del Valle         | 19   | 1,78 m (5 ft 10 in)     | San Juan            | Vùng Caribe             |
| Romania                | Diana Dinu                  | 22   | 1,73 m (5 ft 8 in)      | Bucharest           | Châu Âu                 |
| Nga                    | Yana Dobrovolskaya          | 19   | 1,73 m (5 ft 8 in)      | Tyumen              | Châu Âu                 |
| Rwanda                 | Jolly Mutesi                | 20   | 1,76 m (5 ft 9+1⁄2 in)  | Kigali              | Châu Phi                |
| Scotland               | Lucy Kerr                   | 19   | 1,74 m (5 ft 8+1⁄2 in)  | East Dunbartonshire | Châu Âu                 |
| Serbia                 | Katarina Šulkić             | 18   | 1,78 m (5 ft 10 in)     | Belgrade            | Châu Âu                 |
| Seychelles             | Christine Barbier           | 24   | 1,77 m (5 ft 9+1⁄2 in)  | Victoria            | Châu Phi                |
| Sierra Leone           | Aminata Adialin Bangura     | 22   | 1,73 m (5 ft 8 in)      | Port Loko           | Châu Phi                |
| Singapore              | Bhaama Padmanathan          | 24   | 1,73 m (5 ft 8 in)      | Singapore           | Châu Á - Châu Đại dương |
| Slovakia               | Kristína Činčurová          | 19   | 1,80 m (5 ft 11 in)     | Lučenec             | Châu Âu                 |
| Slovenia               | Maja Taradi                 | 26   | 1,76 m (5 ft 9+1⁄2 in)  | Ljubljana           | Châu Âu                 |
| Nam Phi                | Ntandoyenkosi Kunene        | 24   | 1,74 m (5 ft 8+1⁄2 in)  | Mkhondo             | Châu Phi                |
| Nam Sudan              | Akuany Ayuen                | 23   | 1,80 m (5 ft 11 in)     | Juba                | Châu Phi                |
| Tây Ban Nha            | Raquel Tejedor              | 20   | 1,80 m (5 ft 11 in)     | Zaragoza            | Châu Âu                 |
| Sri Lanka              | Amritaa De Silva            | 23   | 1,71 m (5 ft 7+1⁄2 in)  | Colombo             | Châu Á - Châu Đại dương |
| Saint Lucia            | La Toya Moffat              | 24   | 1,72 m (5 ft 7+1⁄2 in)  | Castries            | Vùng Caribe             |
| Thụy Điển              | Emma Strandberg             | 20   | 1,76 m (5 ft 9+1⁄2 in)  | Stockholm           | Châu Âu                 |
| Tanzania               | Diana Luqumay               | 18   | 1,72 m (5 ft 7+1⁄2 in)  | Dodoma              | Châu Phi                |
| Thái Lan               | Jinnita Buddee              | 22   | 1,79 m (5 ft 10+1⁄2 in) | Chiang Rai          | Châu Á - Châu Đại dương |
| Trinidad và Tobago     | Daniella Walcott            | 24   | 1,70 m (5 ft 7 in)      | Port of Spain       | Vùng Caribe             |
| Tunisia                | Mariem Hammami              | 22   | 1,76 m (5 ft 9+1⁄2 in)  | Béja                | Châu Phi                |
| Thổ Nhĩ Kỳ             | Buse Iskenderoğlu           | 19   | 1,81 m (5 ft 11+1⁄2 in) | Ankara              | Châu Âu                 |
| Uganda                 | Leah Kagasa                 | 21   | 1,75 m (5 ft 9 in)      | Kampala             | Châu Âu                 |
| Ukraine                | Oleksandra Kucherenko       | 19   | 1,75 m (5 ft 9 in)      | Kiev                | Châu Âu                 |
| Uruguay                | Romina Trotto               | 19   | 1,78 m (5 ft 10 in)     | Montevideo          | Châu Mỹ                 |
| Hoa Kỳ                 | Audra Mari                  | 22   | 1,77 m (5 ft 9+1⁄2 in)  | Fargo               | Châu Mỹ                 |
| Quần đảo Virgin (Mỹ)   | Kyrelle Thomas              | 18   | 1,79 m (5 ft 10+1⁄2 in) | Charlotte Amalie    | Vùng Caribe             |
| Venezuela              | Diana Croce                 | 19   | 1,76 m (5 ft 9+1⁄2 in)  | Calabozo            | Châu Mỹ                 |
| Việt Nam               | Trương Thị Diệu Ngọc        | 26   | 1,81 m (5 ft 11+1⁄2 in) | Đà Nẵng             | Châu Á - Châu Đại dương |
| Wales                  | Ffion Moyle                 | 23   | 1,70 m (5 ft 7 in)      | Carmarthen          | Châu Âu                 |